# Allée Diane-de-Poitiers
L'allée Diane-de-Poitiers est une voie du 19e arrondissement de Paris, en France.

## Situation et accès
L'allée Diane-de-Poitiers est une voie privée située dans le 19e arrondissement de Paris. Elle débute au 21, rue de Belleville et se termine au 36, rue Rébeval.

## Origine du nom
Elle doit son nom à Diane de Poitiers, duchesse de Valentinois (1499-1566), favorite d'Henri II.

## Historique
Cette voie de desserte est créée, sous sa dénomination actuelle, en 1975 dans le cadre de l'aménagement de l'îlot 7, secteur Rébeval-Est. 